# Svenska idrottsgalan 2005

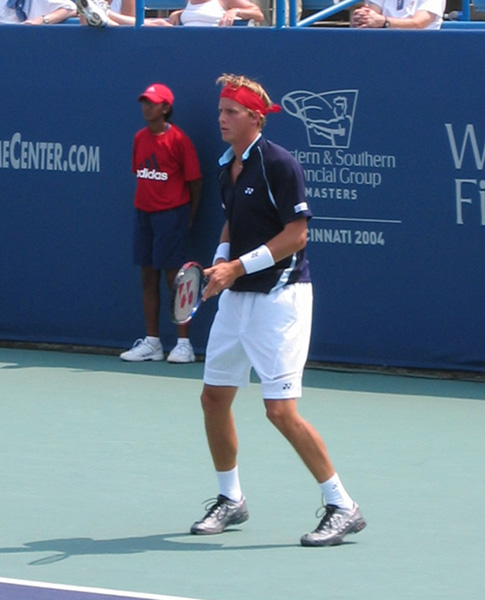
Tennisspelaren Joachim Johansson fick pris 2005 som Årets nykomling under 2004.

Svenska idrottsgalan 2005 hölls i Globen den 17 januari 2005. Victoria Dyring, Peter Jihde och Claes Åkeson var programledare.
Priser till Sveriges bästa idrottare under 2004 delades ut i följande kategorier. Årets kvinnliga idrottare, Årets manlige idrottare, Årets lag, Årets ledare, Årets nykomling, Årets prestation och Årets idrottare med funktionshinder. Dessutom delades Jerringpriset, Idrottsakademins hederspris och TV-sportens Sportspegelpris ut.

## Priser
| Pris                                | Prisutdelare | Nominerade | Vinnare                                  |                                     |
| ----------------------------------- | ------------ | --- | ---------------------------------------- | ----------------------------------- |
| Årets kvinnliga idrottare           |              | Annika Sörenstam, golf Carolina Klüft, friidrott Karolina A. Højsgaard, orientering Anja Pärson, alpint                               | Carolina Klüft, friidrott                |                                     |
| Årets manlige idrottare             |              | Ara Abrahamian, brottning Rolf-Göran Bengtsson, Ridsport Stefan Holm, friidrott Christian Olsson, friidrott                           | Stefan Holm, friidrott                   |                                     |
| Årets lag                           |              | Hästhoppningslandslaget Henrik Nilsson & Markus Oscarsson, kanot Speedway landslaget Therese Torgersson & Vendela Zachrisson, segling | Henrik Nilsson & Markus Oscarsson, kanot |                                     |
| Årets ledare                        |              | Agne Bergvall, friidrott Ulf Karlsson, friidrott Marita Skogum, orientering Yannick Tregaro, friidrott                                | Yannick Tregaro, friidrott               |                                     |
| Årets nykomling                     |              | Helena Allandi, brottning Per-Gunnar Andersson, bilsport Joachim Johansson, tennis Antonio Lindbäck, speedway                         | Joachim Johansson, tennis                |                                     |
| Årets prestation                    |              | Magnus Bäckstedt, cykel Stefan Holm, friidrott Josefin Lillhage, simning Jan-Ove Waldner, bordtennis                                  | Stefan Holm, friidrott                   |                                     |
| Årets idrottare med funktionshinder |              | Damlandslaget i basket för döva Jonas Jacobsson, sportskytte Anders Olsson, simning Iréne Slättengren, ridsport                       | Jonas Jacobsson, sportskytte             |                                     |
| Jerringpriset                       |              | Vinnare: Stefan Holm, friidrott | Vinnare: Stefan Holm, friidrott          | Vinnare: Stefan Holm, friidrott     |
| Idrottsakademins hederspris         |              | Vinnare: Ingemar Johansson, boxning                                                                                                   | Vinnare: Ingemar Johansson, boxning      | Vinnare: Ingemar Johansson, boxning |
| TV-sportens Sportspegelpris         |              | Vinnare: Johnny Holm, friidrott | Vinnare: Johnny Holm, friidrott          | Vinnare: Johnny Holm, friidrott     |

### Fotnoter
1. ↑  ”Svensk mediedatabas”. http://smdb.kb.se/catalog/id/001673679. Läst 16 september 2011.